# Linde (Randers Kommune)
 For alternative betydninger, se Linde. (Se også artikler, som begynder med Linde)
Linde er en mindre landsby i Østjylland med 201 indbyggere i byområdet (2022). Linde er beliggende tre kilometer nord for Mejlby og seks kilometer øst for Spentrup. Randers er beliggende 10 kilometer sydvest for Linde.
Byen ligger i Region Midtjylland og hører under Randers Kommune. Linde er beliggende i Linde Sogn.